# Nuugaatsiaq Helistop
Nuugaatsiaq Helistop (IATA: , ICAO: BGNQ) er en grønlandsk flyveplads beliggende i Nuugaatsiaq med et græslandingsområde med en radius på 15 m. I 2008 var der 304 afrejsende passagerer fra flyvepladsen fordelt på 91 starter (gennemsnitligt 3,34 passagerer pr. start).
Nuugaatsiaq Helistop drives af Mittarfeqarfiit, Grønlands Lufthavnsvæsen. Statens Luftfartsvæsen fører tilsyn med flyvepladsen.

## Eksterne links
- AIP for BGNQ fra Statens Luftfartsvæsen Arkiveret 8. marts 2012 hos  Wayback Machine